# Bamboo Édition
Pour les articles homonymes, voir Bamboo.
 (décembre 2016).
Bamboo Édition est une maison d'édition spécialisée dans la bande dessinée d'humour thématique. Elle a été créée en 1997 par Olivier Sulpice.

## Premières années et identité

Ancien logo.

En 1993, Olivier Sulpice fonde le studio de création Bamboo Grafic à Mâcon avec Henri Jenfèvre, rencontré à l'armée. Olivier Sulpice démarche les entreprises et la presse pour leur proposer les dessins et les bandes dessinées de son comparse. En 1997, déçu du suivi de leur premier album par la maison d'édition qui l'avait publié, il crée Bamboo Édition, toujours à Mâcon, et devient éditeur. De 1997 à 1999, ayant une trésorerie limitée, Bamboo ne publie que du Jenfèvre-Sulpice. Toujours pour ce motif de moyens limités, la maison d'édition travaille sans diffuseur sur ses premières années, ce qui pousse Olivier Sulpice à chercher des débouchés hors des circuits habituels du livre. C'est ce qui donnera l'ADN de Bamboo Édition, avec des séries sur des professions ou des sports, pensées d'abord pour des niches commerciales ou pour les supermarchés. Ainsi, parmi les toutes premières séries créées par le duo, on retrouve Le Grand Bêtisier des déclarations d'accident, dont une partie du stock est acheté par des sociétés d'assurance, Les Foot Maniacs, commercialisée chez Decathlon, ou J't'enrhume, créée pour le magazine Échappement. Par la suite, les auteurs, les publications et les stratégies commerciales se diversifient.

## Diversification et croissance
Les premiers auteurs à être publiés par Bamboo Edition sont Bélom, Hervé Richez et Éric Miller, qui acceptent un euro symbolique d'avances sur droits.
En 2001 paraît le premier tome de la série Les Profs, prépubliée dans Le Journal de Mickey et signée Pica et Erroc. Cet album, sous-titré Interro surprise, reçoit en 2000 au L’Alph-art jeunesse 9/12 ans du meilleur album au Festival d'Angoulême.
En 2002, Bamboo Édition crée une collection de bandes dessinées réalistes grand public : « Grand Angle » pour accueillir la série Sam Lawry de Mig et Hervé Richez, qui devient devient le directeur de collection.
Les albums d’humour sont publiés au sein de différentes collections : Job, Sport, Humour, Kids.
En 2005, Bamboo Édition lance la collection « Humour Sport » avec des titres tels que Basket Dunk (Christophe Cazenove et Arnaud Plumeri au scénario, Mauricet au dessin) et Les Rugbymen (le duo BéKa au scénario et Poupard au dessin). La même année, Bamboo tente également l'aventure du comics avec le label Angle Comics. Les ventes sont jugées décevantes et la commercialisation de comics prendra fin en 2007.
Bamboo Édition lance en 2006 un label manga nommé Doki-Doki, avec à sa tête Arnaud Plumeri, salarié de la maison depuis 2004, et Sylvain Chollet, traducteur de manga. Doki-Doki mettra quelques années avant de devenir rentable
La même année, le label Grand Angle accueille la série L'Envolée sauvage de Laurent Galandon et Arno Monin, ce qui ouvre le style de cette collection, plutôt orientée thriller à l'origine, vers des récits laissant plus de place à l'émotion.
En 2008 est publié le premier tome des Sisters, créé par William et co-scénarisé par Christophe Cazenove. Cette série deviendra l'un des succès de la maison d'édition et fera l'objet d'une adaptation en série animée et d'une déclinaison en romans. Ses bonnes ventes encourageront la maison d’édition à publier d'autres séries pensées pour plaire au public féminin, comme notamment Triple Galop, Studio Danse ou Mes Cop's.
En 2012 le scénariste belge Zidrou crée le personnage de Zita, la petite héroïne malade du cancer de la série Boule à zéro, dessinée par Ernst.

## Nouveaux projets pour les 20 ans
À l'occasion des 20 ans de l'entreprise, fêtés en 2018, Bamboo Édition lance plusieurs nouveaux projets. En février 2018, Olivier Sulpice crée la société Drakoo, en partenariat avec Christophe Arleston, scénariste de Laufeust. Cette nouvelle filiale permet d'accueillir un label spécialisé dans la BD fantasy et SF. Le déménagement des salariés vers des nouveaux locaux a lieu en juillet 2018. Une collection de romans labellisés Grand Angle est créée, dirigée par l'auteur Jim. La société Bamboo Films est également créée cette année charnière afin d'adapter des séries en bande dessinée.

## Informations économiques
Bamboo Edition fait partie de la holding Bamboolding, créée en 2008 pour accompagner le développement de l'entreprise. Le label Drakoo, société à part entière, a été co-créée en février 2018 par Christophe Arleston et la holding Bamboo. La diffusion des livres est assurée depuis 2017 par la société Bamboo Diffusion, dirigée par Greg Neyret, ancien directeur commercial de la maison d'édition. L'entreprise Bamboo Production a pour ambition de porter vers le petit et le grand écran des adaptations de bandes dessinées publiées par la maison d'édition.
Le 3 novembre 2016, Bamboo rachète le mensuel Fluide glacial en prenant une part majoritaire dans le capital des Éditions Audie qui publient le magazine. Olivier Sulpice prend la direction de ces éditions. Yan Lindingre, le rédacteur en chef de Fluide Glacial et directeur éditorial d'Audie, arrivé en 2012, est maintenu à son poste avant d'être remplacé en 2018 par Jean-Christophe Delpierre, ayant déjà dirigé le journal par le passé.
À l'occasion du rachat de Fluide Glacial, le webzine spécialisé Actua BD parle d'une « acquisition qui consacre l’émergence d'un groupe qui place Bamboo dans le « Top 5 » des grands éditeurs de bande dessinée français ».
En 2018, le groupe Bamboo annonce un chiffre d'affaires de 22 millions d'euros et indique avoir doublé de taille en deux ans.
En 2019, sur une initiative de Christophe Arleston qui avait, par le passé, porté ce type de revendications au sein du syndicat SNAC, Bamboo Edition et Drakoo augmentent les pourcentages de droits d'auteurs. Arleston annonce ainsi "Les auteurs (...) se voient donc appliquer un taux de 12 % dès le premier exemplaire. Deux paliers interviennent, à 13 % quand on passe 20 000 exemplaires et 14 %, quand on passe les 40.000". Ces conditions sont plutôt celles offertes habituellement aux auteurs best-sellers. Cette stratégie doit permettre au groupe Bamboo de concurrencer les grandes maisons d'édition qui attirent les auteurs avec des avances sur droits élevées, mais aussi de fidéliser leurs auteurs en leur permettant de mieux gagner leur vie.

## Séries notables
- Les Sisters créée par William et co-scénarisée par Christophe Cazenove ;
- Les Foot Maniacs, créée par Jenfèvre et Sulpice ;
- Les Rugbymen scénarisée par Béka et dessinée par Poupard ;
- Les Profs, créée par Erroc au scénario et Pica au dessin, rejoints par la suite par Sti pour le scénario et Mauricet puis Simon Léturgie pour le dessin ;
- Les Gendarmes scénarisée par Olivier Sulpice puis Christophe Cazenove et dessinée par Jenfèvre ;
- Les Pompiers scénarisée par Christophe Cazenove et dessinée par Stédo ;
- Studio Danse scénarisée par BéKa et dessinée par Crip ;
- Agence barbare ;
- Les Babyfoots ;
- Basket Dunk ;
- Cosmic patrouille ;
- Les Fourmidables ;
- Les Informaticiens ;
- Sam Lawry ;
- Si seulement ;
- Sienna ;
- Uchronia.

Chez Doki-Doki
- Sun-Ken Rock de Boichi ;
- The Rising of the Shield Hero d'Aneko Yusagi.